# Valerian và thành phố ngàn hành tinh
Valerian và thành phố ngàn hành tinh (tên gốc tiếng Anh: Valerian and the City of a Thousand Planets) là phim điện ảnh phiêu lưu khoa học viễn tưởng không gian của Pháp năm 2017 sử dụng ngôn ngữ nói là tiếng Anh. Phim do Luc Besson viết kịch bản và đạo diễn, đồng thời đồng sản xuất với vợ ông là Virginie Besson-Silla. Tác phẩm dựa trên bộ truyện tranh khoa học viễn tưởng Valérian and Laureline của Pháp do Pierre Christin sáng tác và Jean-Claude Mézières minh họa. Phim có sự tham gia diễn xuất của dàn diễn viên gồm Dane DeHaan trong vai Valerian và Cara Delevingne đóng vai Laureline, với Clive Owen, Rihanna, Ethan Hawke, Herbie Hancock, Ngô Diệc Phàm và Rutger Hauer đảm nhiệm các vai phụ. Besson sử dụng các nguồn hỗ trợ độc lập và tài chính cá nhân cho Valerian và thành phố ngàn hành tinh. Với kinh phí sản xuất vào khoảng 180 triệu USD, đây là phim độc lập đắt nhất châu Âu từng được sản xuất.
Phim được STX Entertainment phát hành này 21 tháng 7 năm 2017 tại Hoa Kỳ, và tại Pháp vào 26 tháng 7, bởi EuropaCorp. Valerian và thành phố ngàn hành tinh nhận được nhiều ý kiến phê bình trái chiều từ giới chuyên môn, trong đó phần cốt truyện và diễn xuất bị chỉ trích, nhưng phần hình ảnh lại nhận được nhiều lời khen ngợi. Phim thu được 225 triệu USD toàn cầu, nhưng do chi phí sản xuất và quảng cáo cao, bộ phim được coi là một bom xịt phòng vé ở Mỹ.

## Nội dung
Vào thế kỷ 28, Trạm Vũ trụ Liên Thiên hà Alpha là nơi sinh sống của hàng triệu sinh vật sống từ hàng ngàn hành tinh. Một bộ phận cảnh sát được Liên đoàn Loài người Thống nhất lập ra để gìn giữ hòa bình thiên hà, và Thiếu tá Valerian kiêu ngạo cùng cộng sự là Trung sĩ Laureline cùng nằm trong bộ phận này. Trên đường thực hiện một nhiệm vụ, Valerian mơ về hành tinh Mül, nơi một chủng tộc hình người nguyên thủy đang sinh sống yên bình, cho tới một ngày, một phi thuyền khổng lồ rơi xuống từ bầu trời và hủy diệt mọi sinh vật trên hành tinh. Một số cư dân đã kịp ẩn náu trong khoang trú ẩn, nhưng công chúa của hành tinh Lihö-Minaa thì bị mắc kẹt bên ngoài. Trước khi chết, cô đã truyền đi một thông điệp thần giao cách cảm.
Bị chấn động, Valerian tỉnh dậy. Phân tích cho thấy anh có thể đã nhận được một tín hiệu xuyên thời gian và không gian. Anh biết nhiệm vụ của mình là tìm kiếm một "con chuyển đổi Mül", hiện chỉ còn một con cuối cùng và đang nằm trong tay tên buôn chợ đen Igon Siruss. Cùng lúc, Valerian cầu hôn Laureline, nhưng cô đã từ chối. Tại khu Chợ Lớn trên hành tinh Kirian, Valerian làm gián đoạn cuộc gặp giữa Igon và hai kẻ đội mũ trùm đầu. Hai kẻ này đang tìm kiếm con chuyển đổi, nhưng Valerian và Laureline đã lấy cắp con chuyển đổi trước mặt họ cùng một viên ngọc trai năng lượng. Trở về tàu, Valerian biết rằng hành tinh Mül đã bị phá hủy từ 30 năm trước, và tất cả thông tin về hành tinh này đều được bảo mật.
Cả hai quay trở lại Alpha. Chỉ huy Arün Filitt cho biết vùng lõi của trạm đã bị một lực lượng không xác định tấn công, các binh lính được gửi đến khu vực này đều không quay trở lại, và vùng lây nhiễm đang ngày càng lan rộng. Sau đó, Hội nghị Thượng đỉnh thảo luận về cuộc khủng hoảng bất ngờ bị tấn công và Filitt bị bắt cóc. Sau khi Valerian đuổi theo những kẻ bắt cóc đến khu vực lây nhiễm và gặp nạn, Laureline đã nhờ lũ sinh vật Dogan Daguis giúp mình tìm kiếm anh, và phát hiện anh đang bất tỉnh ở rìa khu vực bị lây nhiễm. Đánh thức Valerian dậy xong, cô bị bộ lạc nguyên thủy Boulan Bathors bắt cóc. Valerian tìm được Bubble, một sinh vật có tài năng biến hóa khôn lường, và với sự giúp đỡ của cô, cả hai đã thâm nhập được vào lãnh thổ của Boulan Bathors. Họ giải cứu Laureline và trốn thoát, nhưng Bubble bị trọng thương và qua đời.
Valerian và Laureline tiến sâu hơn vào khu vực bị lây nhiễm và phát hiện ra nó không hề độc hại. Họ tìm thấy những người còn sót lại của tộc Pearl, cùng với Filitt đang bất tỉnh. Hoàng đế Haban Limaï cho biết hành tinh Mül đã bị Filitt ra lệnh phá hủy trong một cuộc chiến không gian, và Công chúa Lihö-Minaa trước khi qua đời đã chuyển linh hồn mình vào cơ thể Valerian. Sau thảm họa diệt chủng, những người Pearl còn sót lại đã tìm cách tới Alpha, tích lũy thêm kiến thức và xây dựng một con tàu của riêng mình nhằm tìm kiếm một hành tinh mới và tái tạo lại quê hương, nhưng họ cần con chuyển đổi và viên ngọc trai để khởi động con tàu. Filitt sau đó thừa nhận vai trò của mình trong cuộc diệt chủng 30 năm trước, nhưng vẫn muốn tội ác của hắn được che đậy. Valerian đã đánh gục hắn ta và giao lại viên ngọc trai cùng con chuyển đổi mà anh đã đánh cắp cho người Pearl. Lũ người máy K-Tron của Filitt bất ngờ tấn công người Pearl, nhưng cuối cùng đã bị đánh bại. Phi thuyền của người Pearl khởi hành và Filitt bị bắt. Valerian và Laureline bị bỏ lại trên một Mô-đun Chỉ huy/Dịch vụ của Apollo. Laureline trả lời lời cầu hôn của Valerian và hôn anh.

## Diễn viên
- Dane DeHaan vai Thiếu tá Valerian[12]

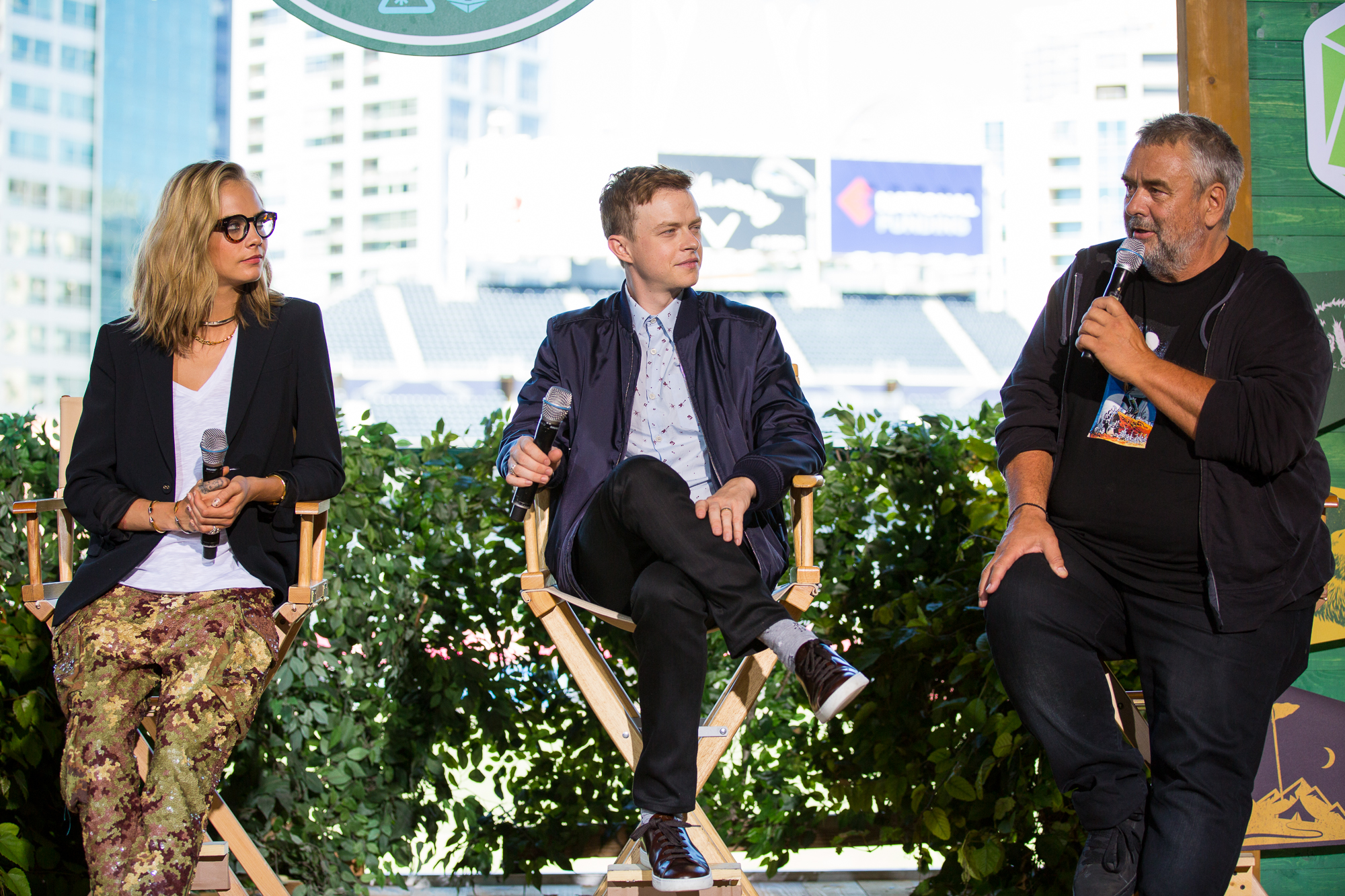
Delevingne, DeHaan và Besson tại sự kiện San Diego Comic-Con 2016 thuyết trình về Valerian và thành phố ngàn hành tinh.

- Cara Delevingne vai Trung sĩ Laureline[12]
- Clive Owen vai Chỉ huy Arün Filitt[12]
- Rihanna vai Bubble[13]
- Ethan Hawke vai Tên môi giới Jolly[12]
- Herbie Hancock vai Bộ trưởng Quốc phòng[13]
- Ngô Diệc Phàm vai Đội trưởng Neza[17][18]
- Sam Spruell vai Tướng quân Okto Bar
- Alain Chabat vai Hải tặc Bob
- Rutger Hauer vai Chủ tịch Liên bang Thế giới

Ngoài ra, phim còn có sự tham gia diễn xuất của John Goodman lồng tiếng cho Igon Siruss, Elizabeth Debicki lồng tiếng cho Hoàng đế Haban Limaï, Sasha Luss trong vai Công chúa Lihö-Minaa, Ola Rapace trong vai Tướng Gibson, Thom Findlay lồng tiếng cho Hải tặc, Mathieu Kassovitz trong vai Camelot ở Chợ Lớn, Jonas Bloquet trong vai Chiến binh K-Tron/Chiến binh Phòng Điều khiển, Sand Van Roy trong vai Jessica Rabbit, Louis Leterrier vai Thuyền trưởng chào đón Mercurys, Olivier Megaton vai Thuyền trưởng chào đón KCO2, Gavin Drea vai Đội trưởng Cooper, Eric Lampaert vai Guide Thaziit, và Claire Tran trong vai một nhân viên Phòng Điều khiển.

## Sản xuất

### Phát triển
Mặc dù đạo diễn Luc Besson rất yêu thích bộ truyện tranh Valérian and Laureline, ông lại chỉ nghiêm túc xem xét việc đưa bộ truyện lên màn ảnh rộng khi bắt tay vào thực hiện dự án The Fifth Element. Trong quá trình phát triển bộ phim, Besson đã khai thác họa sĩ minh họa của Valérian and Laureline là Jean-Claude Mézières, và tại thời điểm đó ông đã hỏi Besson rằng, "Sau cậu lại đi làm cái bộ phim khốn nạn này? Sao cậu không làm Valerian?" Lúc đó, Besson cho rằng việc thực hiện một bộ phim về nhân vật Valerian là "bất khả thi" vì tác phẩm cần phát triển một lượng lớn các yếu tố ngoài hành tinh. Sự ra đời của Avatar vừa là một ơn phước mà cũng vừa là một lời nguyền đối với Besson; ông cho biết, "về mặt kỹ thuật, tôi có thể thấy rằng giờ đây chúng tôi có thể làm tất cả mọi thứ. Bộ phim đã chứng minh rằng trí tưởng tượng là giới hạn duy nhất." Tuy nhiên, ông cũng cảm thấy rằng "James Cameron đã đưa mọi thứ lên một cấp độ quá cao", điều này khiến ông tin rằng kịch bản của mình chưa đủ tốt, vì vậy ông đã phải viết lại nó. Việc xây dựng kịch bản phân cảnh cho bộ phim diễn ra trong vòng bảy tháng.
Dự án được công bố công khai lần đầu tiên vào năm 2012. Hai diễn viên chính, Dane DeHaan và Cara Delevingne, được xác nhận vào tháng 5 năm 2015. Vào ngày 19 tháng 8 năm 2015, nam diễn viên Clive Owen ký hợp đồng đóng vai Chỉ huy Arün Filitt trong bộ phim. Con số 197 triệu EUR (209 triệu USD), cho đến nay là mức kinh phí lớn nhất từng được sử dụng cho một bộ phim Pháp. Vào cuối tháng 8 năm 2015, Besson cho biết trong một cuộc phỏng vấn trên đài phát thanh RTL rằng việc thực hiện bộ phim ở Pháp là quá đắt đỏ. Vì được quay bằng tiếng nước ngoài, Besson không thể hưởng lợi từ các khoản tín dụng thuế, việc sản xuất bộ phim ở Pháp đã tạo việc làm cho 1.200 thành viên đoàn phim. Tháng 5 năm 2015, hãng Fundamental Films cho biết sẽ đầu tư 50 triệu USD vào bộ phim.

### Quay phim
Quá trình quay phim chính bắt đầu vào ngày 5 tháng 1 năm 2016 tại bảy phim trường dành riêng cho bộ phim tại tổ hợp Cité du cinéma ở Saint-Denis, phía bắc Paris. Tổng cộng có 2.734 cảnh quay sử dụng hiệu ứng hình ảnh.

### Hậu kỳ
Industrial Light & Magic, Weta Digital và Rodeo FX chịu trách nhiệm thực hiện các hiệu ứng hình cho bộ phim dưới sự giám sát chính của Scott Stokdyk. Tạo hình người Pearl là những sáng tạo gốc của Weta Digital từ phần diễn xuất của các diễn viên với thiết bị ghi hình chuyển động cho khuôn mặt và cơ thể của họ.

### Âm nhạc
Album nhạc phim chính thức của bộ phim mang tên Valerian and the City of a Thousand Planets: Original Motion Picture Soundtrack được phát hành vào ngày 21 tháng 7 năm 2017 dưới định dạng đĩa than, đĩa CD và nhạc số. Tổng thời lượng của album nhạc phim bằng chính xác thời lượng của bộ phim – 137 phút.
Danh sách bài hát
| STT | Nhan đề                              | Artist(s)                               | Thời lượng |
| --- | ------------------------------------ | --------------------------------------- | ---------- |
| 1.  | "Big Market" (written by Luc Besson) | Alexandre Desplat                       | 2:05       |
| 2.  | "Space Oddity"                       | David Bowie                             | 5:18       |
| 3.  | "I Feel Everything"                  | Cara Delevingne                         | 3:02       |
| 4.  | "Jamming"                            | Bob Marley                              | 3:19       |
| 5.  | "Bus Attack"                         | Alexandre Desplat                       | 3:08       |
| 6.  | "We Trying to Stay Alive"            | Wyclef Jean featuring Pras & John Forté | 3:13       |
| 7.  | "Arriving on Alpha"                  | Alexandre Desplat                       | 2:06       |
| 8.  | "A Million on My Soul (Radio Edit)"  | Alexiane                                | 2:59       |
| 9.  | "Rappcats (Instrumental)"            | Quasimoto                               | 2:02       |
| 10. | "Bubble Dance"                       | Julien Rey                              | 2:25       |
| 11. | "Spaceship Chase"                    | Alexandre Desplat                       | 3:33       |
| 12. | "The World (Is Going up in Flames)"  | Charles Bradley                         | 3:22       |
| 13. | "A Million on My Soul"               | Alexiane                                | 4:07       |
| 14. | "Medusa"                             | Alexandre Desplat                       | 1:59       |
| 15. | "Pearls on Mul"                      | Alexandre Desplat                       | 7:36       |
| 16. | "Reading the Memo"                   | Alexandre Desplat featuring Trug        | 1:23       |
| 17. | "Flight Above the Big Market"        | Alexandre Desplat                       | 2:44       |
| 18. | "Showtime"                           | Alexandre Desplat                       | 2:38       |
| 19. | "Valerian in Trouble"                | Alexandre Desplat                       | 1:38       |
| 20. | "Pearls Attack"                      | Alexandre Desplat                       | 4:05       |
| 21. | "Valerian's Armor"                   |                                         | 2:09       |
| 22. | "Submarine"                          |                                         | 3:00       |
| 23. | "Shoot"                              |                                         | 1:35       |
| 24. | "Fishing for Butterflies"            |                                         | 1:58       |
| 25. | "Le souper du Roi"                   |                                         | 1:59       |
| 26. | "Boulanbator Combat"                 |                                         | 3:02       |
| 27. | "Bubble"                             |                                         | 2:32       |
| 28. | "Pearl's World"                      |                                         | 6:24       |
| 29. | "The City of 1000 Planets"           |                                         | 3:50       |
| 30. | "I Am a Soldier"                     |                                         | 2:04       |
| 31. | "Pearls Power"                       |                                         | 1:49       |
| 32. | "Final Combat"                       |                                         | 7:06       |

## Phát hành
Valerian và thành phố ngàn hành tinh được công chiếu tại Israel vào ngày 20 tháng 7 năm 2017, vào ngày 21 tháng 7 tại Hoa Kỳ, vào ngày 26 tháng 7 tại Pháp, vào ngày 28 tháng 7 tại Việt nam và vào ngày 2 tháng 8 ở Anh Quốc. Lionsgate chịu trách nhiệm phát hành bộ phim ở thị trường Anh Quốc và Ireland, còn STX Entertainment chịu trách nhiệm phân phối tác phẩm ở thị trường Hoa Kỳ. Phim được khởi chiếu từ ngày 25 tháng 8 năm 2017 tại thị trường Trung Quốc.

### Quảng bá
Teaser đầu tiên cho Valerian và thành phố ngàn hành tinh được ra mắt vào ngày 10 tháng 11 năm 2016. Một đoạn xem trước đặc biệt độc quyền của bộ phim đã được trình chiếu kèm các suất chiếu lại ở định dạng 4K của The Fifth Element (1997) vào ngày 14 tháng 5 và 17 tháng 5 năm 2017. Trailer của phim sử dụng bài hát "Because" của The Beatles, đánh dấu lần đầu tiên một bản thu âm của The Beatles được đưa vào một đoạn quảng cáo cho một bộ phim không liên quan tới The Beatles.

### Phương tiện tại gia
Valerian và thành phố ngàn hành tinh được phát hành dưới định dạng phim số vào ngày 7 tháng 11 năm 2017 và dưới định dạng đĩa vật lý Ultra HD Blu-ray, Blu-ray và DVD vào ngày 21 tháng 11 năm 2017.

## Đón nhận

### Doanh thu phòng vé
Valerian và thành phố ngàn hành tinh thu về 40,5 triệu USD chỉ tính riêng tại thị trường Mỹ và Canada và 184,7 triệu USD tại các quốc gia và vùng lãnh thổ khác, đưa tổng mức doanh thu toàn cầu lên tới 225,2 triệu USD, so với kinh phí sản xuất bộ phim vào khoảng 180 triệu USD. Tác phẩm sẽ cần phải thu về 400 triệu USD toàn cầu để hòa vốn và được cân nhắc thực hiện phần phim tiếp theo.
Tại thị trường Mỹ và Canada, Valerian được phát hành cùng thời điểm với Cuộc di tản Dunkirk và Girls Trip, dự kiến thu về 20–25 triệu USD từ 3.553 rạp chiếu phim trong dịp cuối tuần ra mắt. Phim thu về 6,5 triệu USD trong ngày đầu tiên công chiếu, bao gồm 1,7 triệu USD thu về từ suất chiếu sớm đêm thứ Năm tại 2.600 rạp chiếu phim, khiến mức doanh thu dịp cuối tuần ra mắt được dự đoán hạ xuống còn 16,5 triệu USD. Sau ba ngày cuối tuần ra mắt, tác phẩm thu về 17 triệu USD, đứng thứ 5 về doanh thu phòng vé tuần công chiếu, khiến Deadline Hollywood bắt đầu gọi tác phẩm là một bom xịt phòng vé nội địa, đồng thời làm giá cổ phiếu của EuropaCorp sụt giảm 8,31% vào thứ Hai tuần kế đó. Phim thu về 6,4 triệu USD trong dịp cuối tuần thứ hai công chiếu – mức sụt giảm 62% so với dịp cuối tuần ra mắt, và về thứ 8 trên bảng xếp hạng doanh thu phòng vé. Tới dịp cuối tuần thứ ba và thứ tư, tác phẩm thu về lần lượt 2,4 triệu USD và 901.323 USD, đứng thứ 12 và 17 về doanh thu phòng vé tuần công chiếu.
Tại thị trường quốc tế, Valerian và thành phố ngàn hành tinh được khởi chiếu cùng ngày với Hoa Kỳ ở 16 thị trường và thu về 6,5 triệu USD trong dịp cuối tuần ra mắt, trong đó có 2,5 triệu USD thu về từ thị trường Đức. Tại Pháp, bộ phim thu về 3,72 triệu USD trong ngày đầu tiên công chiếu, đây là số liệu doanh thu ngày đầu công chiếu cao thứ hai của năm 2017 ở quốc gia này sau Kẻ trộm mặt trăng 3. Tại Trung Quốc, tác phẩm thu về 9,9 triệu USD trong ngày đầu tiên công chiếu từ 78.000 rạp chiếu phim, trở thành phim điện ảnh đầu tiên soán ngôi quán quân phòng vé của Wolf Warrior 2. Sau ba ngày cuối tuần ra mắt, tác phẩm thu về 29 triệu USD, đứng quán quân về doanh thu phòng vé tại thị trường này. Thị trường lớn nhất của Valerian và thành phố ngàn hành tinh là Trung Quốc với 62,1 triệu USD thu về.

### Đánh giá chuyên môn
Valerian và thành phố ngàn hành tinh nhận được nhiều đánh giá trái chiều từ giới chuyên môn, với nhiều lời khen ngợi cho hình ảnh, trong khi lại chỉ trích cốt truyện và phần diễn xuất. Trên hệ thống tổng hợp kết quả đánh giá Rotten Tomatoes, phim nhận được 47% lượng đồng thuận dựa theo 296 bài đánh giá, với điểm trung bình là 5,5/10. Các chuyên gia của trang web nhất trí rằng, "Valerian và thành phố ngàn hành tinh sử dụng nguồn năng lượng cùng phần hình ảnh tuyệt vời để nhấn chìm các chướng ngại về mặt cốt truyện, đồng thời mang đến những trải nghiệm xem phim mà ở đó những thú vui siêu thực thường vượt trội hơn những khiếm khuyết của nó." Trên trang Metacritic, phần phim đạt số điểm 51 trên 100, dựa trên 45 nhận xét, chủ yếu là những ý kiến trái chiều. Lượt bình chọn của khán giả trên trang thống kê CinemaScore cho phần phim điểm "B–" trên thang từ A+ đến F.

### Giải thưởng
| Giải thưởng  | Ngày                | Hạng mục                          | Đề cử                                | Kết quả | Nguồn  |
| ------------ | ------------------- | --------------------------------- | ------------------------------------ | ------- | ------ |
| Giải Sao Thổ | 27 tháng 6 năm 2018 | Phim khoa học viễn tưởng hay nhất | Valerian và thành phố ngàn hành tinh | Đề cử   | [ 55 ] |
| Giải Sao Thổ | 27 tháng 6 năm 2018 | Thiết kế sản xuất xuất sắc nhất   | Hugues Tissandier                    | Đề cử   | [ 55 ] |
| Giải Sao Thổ | 27 tháng 6 năm 2018 | Thiết kế phục trang xuất sắc nhất | Olivier Bériot                       | Đề cử   | [ 55 ] |